# Audley Harrison
Pour les articles homonymes, voir Harrison.
Audley Harrison est un boxeur britannique né le 26 octobre 1971 à Londres. Il est connu comme le boxeur ayant la plus grande allonge : 2,18 m.

## Carrière
Champion d'Angleterre de boxe amateur en 1997 et 1998 dans la catégorie super-lourds, il devient champion olympique aux Jeux de Sydney en 2000 après sa victoire en finale contre Mukhtarkhan Dildabekov. Harrison passe professionnel l'année suivante et remporte ses 19 premiers combats avant de perdre aux points contre son compatriote Danny Williams le 10 décembre 2005 pour le titre de champion du Commonwealth.
Il prend sa revanche en 2006 puis perd contre le champion d'Europe poids lourds EBU Michael Sprott le 17 février 2007. Le 9 avril 2010, Audley Harrison s'empare à son tour de la ceinture EBU aux dépens du même Sprott et se voir offrir la possibilité de remporter le titre mondial WBA en affrontant David Haye. Le combat a lieu le 13 novembre 2010 à Manchester mais Haye s'impose par arrêt de l'arbitre au 3e round.
Il ne combat pas durant l'année 2011.
Fin 2011 il participe à Strictly Come Dancing 9, avec notamment le potentiel vainqueur Harry Judd et Holly Valance. Après une victoire en mai 2012, le 13 octobre de la même année, il est mis KO en 1 round par son compatriote David Price. Durant l'été 2014 il participe à Celebrity Big Brother 14, avec notamment Gary Busey et Claire King.

## Parcours auxJeux olympiques
Jeux olympiques d'été de 2000 à Sydney (poids super-lourds) :
- Bat Alexei Lezin (Russie) par arrêt de l'arbitre à la 4e reprise
- Bat Alexey Mazikin (Ukraine) 19-9
- Bat Paolo Vidoz (Italie) 32-16
- Bat Mukhtarkhan Dildabekov (Kazakhstan) 30-16